# 극장판 키라키라☆프리큐어 아라모드 파릿토! 추억의 밀푀유!
《극장판 키라키라☆프리큐어 아라모드 파릿토! 추억의 밀푀유!》(일본어: 映画 キラキラ☆プリキュアアラモード パリッと!想い出のミルフィーユ!)는 키라키라☆프리큐어 아라모드의 극장판 애니메이션. 2017년 10월 28일 공개. 큐어 파르페는 영화 첫 등장이다. 동시 상영으로 단편 작품 「쁘띠☆드림스타즈! 렛츠 라 쿠킹? 숏트 타임!」도 공개된다.

## 참고 자료
- “映画キラキラ☆プリキュアアラモード パリッと！想い出のミルフィーユ！”. 2021년 9월 5일에 확인함.